# Sickius longibulbi
Sickius longibulbi là một loài nhện trong họ Theraphosidae. Chúng được Ilka Maria Fernandes Soares & Hélio Ferraz de Almeida Camargo miêu tả năm 1948.